# Machaerium splendens
Machaerium splendens är en ärtväxtart som beskrevs av Julius Rudolph Theodor Vogel. Machaerium splendens ingår i släktet Machaerium och familjen ärtväxter. Inga underarter finns listade i Catalogue of Life.